# Luigi Perelli
Luigi Perelli (n. 26 octombrie 1937, La Spezia, Liguria, Italia) este un regizor și scenarist italian.

## Biografie
A jucat ca actor în filmul Odio per odio regizat de Domenico Paolella (1967).
Printre altele, a regizat câteva miniseriale Caracatița, a fost creatorul și regizorul filmelor de televiziune Sospetti și Un caso di coscienza, ambele cu Sebastiano Somma în rolul protagonistului.

## Filmografie

### Regizor

#### Filme de cinema
- Al Fatah - Palestina (1970)
- Lo chiamavano Verità (1972)
- Amore grande, amore libero (1976)
- L'addio a Enrico Berlinguer (1984)
- 18 anni tra una settimana (1991)

#### Filme de televiziune
- Lo scandalo della Banca Romana (1977)
- L'affare Stavisky (1979)
- La casa rossa (1981)
- Dramma d'amore (1983)
- Quei 36 gradini (1984)
- Se un giorno busserai alla mia porta (1986)
- Caracatița 3 (1987)
- Una vittoria (1988)
- Caracatița 4 (1989)
- La piovra 5 - Il cuore del problema (1990)
- La piovra 6 - L'ultimo segreto (1992)
- La piovra 7 - Indagine sulla morte del commissario Cattani (1995)
- In fondo al cuore (1997)
- Racket (1997)
- Morte di una ragazza perbene (1999)
- Sospetti (2000)
- La piovra 10 (2001)
- Un caso di coscienza (2003)
- Rivoglio i miei figli (2004)
- Sospetti 3 (2005)
- Un caso di coscienza 2 (2006)
- Un caso di coscienza 3 (2008)
- Un caso di coscienza 4 (2009)

### Film de cinema
- Amore grande, amore libero (1976)

### Filme de televiziune
- ...E adesso andiamo a incominciare (coautor cu Roberto Lerici - 1977)
- Lo scandalo della Banca Romana (1977)
- Racket (1997)
- La piovra 10 (2001)

## Legături externe
- Luigi Perelli la Internet Movie Database
- Luigi Perelli, pe AllMovie, All Media Network.